# توماس جيل (أستاذ جامعي)
توماس جيل (بالإسبانية: Thomas Gil)‏ هو فيلسوف إسباني، ولد في 21 أكتوبر 1954 في مدريد في إسبانيا.